# 细竿筇竹
细竿筇竹（学名：Qiongzhuea intermedia）为禾本科筇竹属的植物，是中国的特有植物。分布于中国大陆的四川:雷波等地，生长于海拔1,200米至1,500米的地区，一般生长在阔叶林下，目前尚未由人工引种栽培。
其种加词“intermedia”意为“中间的”。
现接受名为细秆筇竹（Chimonobambusa hsuehiana D.Z.Li & H.Q.Yang, 2006）。

## 别名
冷竹、冷水竹（四川雷波）